# Karl von Rettberg (Generalleutnant)

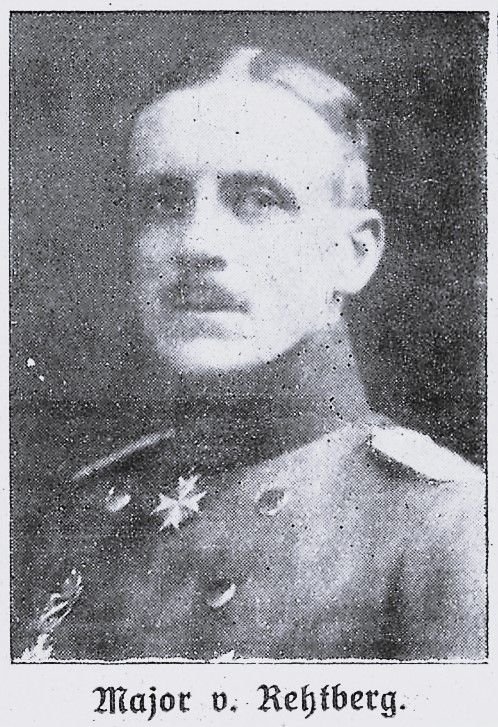
Karl von Rettberg

Karl von Rettberg (* 10. März 1870 in Jauer; † 26. März 1945 in Bensberg) war ein deutscher Generalleutnant.

## Leben
Rettberg trat am 24. März 1890 aus dem Kadettenkorps kommend als Sekondeleutnant in das 1. Badische Leib-Grenadier-Regiment Nr. 109 in Karlsruhe ein. Hier versah er in den kommenden Jahren bei der 1. Kompanie seinen Dienst und wurde am 15. Juni 1898 zum Oberleutnant sowie am 15. September 1905 zum Hauptmann befördert. Als solcher erfolgte am 19. Dezember 1905 seine Versetzung nach Berlin und die Ernennung zum Kompaniechef im Kaiser Alexander Garde-Grenadier-Regiment Nr. 1. Die gleiche Dienststellung bekleidete Rettberg vom 19. Juni 1909 bis zum 17. Oktober 1911 beim 1. Garde-Regiment zu Fuß. Anschließend trat er zur Marine-Infanterie über und wurde dort Kompaniechef im I. Seebataillon in Kiel.

### Erster Weltkrieg
Nach Ausbruch des Ersten Weltkriegs machte auch die Marineinfanterie mobil. Rettberg wurde am 19. August 1914 zum Major der Marineinfanterie befördert und kurz darauf Bataillonskommandeur im Matrosen-Regiment 1. Im Verbund mit der Marine-Division nahm es an der Belagerung und Eroberung der Festung Antwerpen teil. Anschließend kam er mit seinem Regiment die kommenden beiden Jahre zum Schutz der Küste Flanderns zum Einsatz. Bei den dortigen Gefechten zog er sich eine Knieverletzung zu und wurde nach seiner Genesung vom 10. November 1916 bis 1. Januar 1917 als Führer des Matrosen-Infanterie-Ersatz-Bataillons 1 in Brügge verwendet. Anschließend kehrte er als Bataillonskommandeur zu seinem alten Regiment zurück, das zu diesem Zeitpunkt an der Somme-Ancre-Front lag. Während der Kämpfe bei Bapaume war er für vier Wochen mit der Führung des Matrosen-Infanterie-Regiments 1 beauftragt.
Rettberg trat am 23. April 1917 wieder zur Preußischen Armee über und wurde zeitgleich zum Kommandeur des Leibgarde-Infanterie-Regiments (1. Großherzoglich Hessisches) Nr. 115 ernannt. Das Regiment lag zu diesem Zeitpunkt in der Siegfriedstellung am Westrand von St. Quentin. Ab 21. September 1917 kam es in der Dritten Flandernschlacht zum Einsatz. Während der dortigen Kämpfe wurden Rettberg am 4. Oktober zusätzlich die Kampftruppen der 25. Division, bestehend aus den Infanterie-Regimentern Nr. 116, 117 und dem Reserve-Infanterie-Regiment Nr. 78 unterstellt. Mit diesen gelang es ihm, die nördlich des Divisionsabschnitts eingedrungenen britischen Verbände abzuwehren und die Wegnahme der strategisch wichtigen Zandvoorder Höhe zu verhindern. Gleichzeitig konnte er zum Gegenstoß ansetzen und verlorenes Terrain zurückerobern. Nach den schweren und verlustreichen Kämpfen wurde er mit seinem Regiment dann ab 7. Oktober aus der Front abgezogen und zur Auffrischung in die Nähe von Moerbeke verlegt.
Am 14. November 1917 musste Rettberg aufgrund eines schweren Unterleibstyphus das Kommando über das Regiment an seinen Nachfolger Eduard von Westhoven abgeben und wurde daher gleichzeitig zu den Offizieren von der Armee überführt.
Für seine während der Flandernschlacht am 4. Oktober 1917 erbrachte Leistungen wurde ihm durch Wilhelm II. am 24. November 1917 die höchste preußische Tapferkeitsauszeichnung, der Orden Pour le Mérite, verliehen.
Nachdem Rettberg wieder dienstfähig war, wurde ihm am 13. April 1918 das Kommando über das Infanterie-Regiment „Großherzog von Sachsen“ (5. Thüringisches) Nr. 94 übertragen. In der Folgezeit kämpfte er bei Armentières, Chaulnes und Péronne. Während der Schlacht vom Mont St. Quentin wurde von Rettberg an der linken Schulter verwundet, als er persönlich in den Kampf Mann gegen Mann eingriff. Trotz Verwundung blieb er bei seiner Truppe und trat dann mit ihr den Rückzug auf die Siegfriedstellung an. Nach vierwöchigen Abwehrkämpfen zwischen Cambrai und St. Quentin ging es in die Hermannstellung zurück und nahm dann in den letzten Kriegswochen noch an den Kämpfen am Deûle-Kanal und an der Schelde teil.

### Nachkriegsjahre
Von dort führte Rettberg sein Regiment nach dem Waffenstillstand in die Garnison nach Weimar zurück, wo es ab 18. Dezember 1918 demobilisiert wurde. Rettberg wurde daraufhin am 23. Dezember 1918 wieder zum Kommandeur des Leibgarde-Infanterie-Regiments (1. Großherzoglich Hessisches) Nr. 115 ernannt. Nach der Demobilisierung formierte sich daraus das Hessische Freikorps, als deren Kommandeur Rettberg fungierte.
Rettberg wurde aufgrund seiner Erfahrung in die Vorläufige Reichswehr übernommen und war vom 16. Mai bis 30. September 1920 zunächst Bataillonskommandeur im Reichswehr-Infanterie-Regiment 22 und anschließend bis 19. September 1921 in gleicher Stellung im Reichswehr-Infanterie-Regiment 15, dem späteren 15. Infanterie-Regiment. Zwischenzeitlich hatte man ihn am 18. Dezember 1920 zum Oberstleutnant befördert.
Am 20. September 1921 wurde er dann in die Heeres-Friedenskommission übernommen und am 1. Januar 1922 zum Leiter der Verbindungsstelle Frankfurt am Main mit Dienstsitz in Darmstadt ernannt, die als deutsche Verbindungsstelle zur Interalliierten Militär-Kontrollkommission fungierte. Nachdem man ihm am 20. März 1922 den Charakter als Oberst verliehen hatte, erhielt Rettberg am 1. Dezember 1925 das Patent zu diesem Dienstgrad. Am 31. Juli 1926 wurde Rettberg unter gleichzeitiger Verleihung des Charakters als Generalmajor aus dem aktiven Dienst verabschiedet.
Rettberg erhielt am 27. August 1939, dem sogenannten Tannenbergtag, den Charakter als Generalleutnant verliehen. Kurz vor Ende des Zweiten Weltkrieges wurde er von einer amerikanischen Granate verwundet. Am 26. März 1945 erlag er seinen Verletzungen in Bensberg bei Köln.

## Auszeichnungen
- Roter Adlerorden IV. Klasse mit der Krone[5]
- Russischer Orden der Heiligen Anna III. Klasse[5]
- Ritter des Weißen Elefantenordens[5]
- Eisernes Kreuz (1914) II. und I. Klasse[6]
- Ritterkreuz des Königlichen Hausordens von Hohenzollern mit Schwertern[6]
- Preußisches Dienstauszeichnungskreuz[6]
- Ritterkreuz I. Klasse des Albrechts-Ordens mit Schwertern[6]
- Ritterkreuz I. Klasse des Ordens vom Zähringer Löwen mit Schwertern[6]
- Ritterkreuz II. Klasse des Großherzoglich Hessischen Philippsordens mit Schwertern[6]
- Hessische Tapferkeitsmedaille[6]
- Mecklenburgisches Kriegsverdienstkreuz I. Klasse[6]
- Komtur des Hausordens der Wachsamkeit[6]